# 잔루카 가우디노
잔루카 가우디노 (Gianluca Gaudino, 1996년 11월 11일 ~ )는 이탈리아계 독일인 축구 선수이며, 현재 SC 라인도르프 알타흐에서 미드필더로 뛰고 있다.
1990년대 독일 축구 국가대표팀으로 활약하기도 했던 마우리치오 가우디노의 아들이다.